# Europäische Sicherheitsstrategie
Als Reaktion auf die Irak-Krise 2003 im Zusammenhang mit dem Irakkrieg erhielt der Hohe Vertreter für die Gemeinsame Außen- und Sicherheitspolitik der EU, Javier Solana, im Sommer 2003 die Aufgabe, eine Europäische Sicherheitsstrategie (ESS) zu formulieren. Der Europäische Rat nahm die Strategie am 12. Dezember 2003 an. Die Strategie wurde später weiterentwickelt zur European Union Global Strategy, EUGS.

## Sicherheitsbegriff
Sicherheit wird umfassend verstanden. Durch die zunehmende Öffnung der Grenzen seit dem Ende des Kalten Krieges sei „ein Umfeld entstanden, in dem interne und externe Sicherheitsaspekte nicht mehr voneinander zu trennen sind. Die Handels- und Investitionsströme, die technologische Entwicklung und die Verbreitung der Demokratie haben vielen Menschen Freiheit und Wohlstand gebracht. Aus der Sicht anderer jedoch steht die Globalisierung für Frustration und Ungerechtigkeit. Diese Entwicklungen haben auch für nicht staatliche Gruppen mehr Spielraum für eine Mitwirkung am internationalen Geschehen entstehen lassen. Und sie haben die Abhängigkeit Europas – und somit auch seine Anfälligkeit – von vernetzten Infrastrukturen unter anderem in den Bereichen Verkehr, Energie und Information erhöht. […] Der Wettstreit um Naturressourcen – insbesondere um Wasser –, der sich durch die globale Erwärmung in den nächsten Jahrzehnten noch steigern wird, dürfte in verschiedenen Regionen der Welt für weitere Turbulenzen und Migrationsbewegungen sorgen. Die Energieabhängigkeit gibt Europa in besonderem Maße Anlass zur Besorgnis. Europa ist der größte Erdöl- und Erdgasimporteur der Welt. Unser derzeitiger Energieverbrauch wird zu 50 % durch Einfuhren gedeckt. Im Jahr 2030 wird dieser Anteil 70 % erreicht haben.“
Neben militärischen Konflikten und Fragen der Verbreitung von Massenvernichtungswaffen werden daher auch der Zugang zu Rohstoffvorkommen und Energiequellen, Armut und Fragen des Minderheitenschutzes erfasst.

## Ziele
Die Strategie nennt als Hauptbedrohungen Europas den Terrorismus, die Verbreitung von Massenvernichtungswaffen, regionale Konflikte, gescheiterte Staaten und organisierte Kriminalität. Sie fordert Stabilität und gute Staatsführung in der direkten Nachbarschaft der Europäischen Union sowie die Stärkung einer auf Multilateralismus gründenden Weltordnung. Die Charta der Vereinten Nationen soll die internationalen Beziehungen grundlegend prägen und präventive Aktionen gegen die neuen, so genannten dynamischen Bedrohungen rahmen. Kern der Strategie ist die Verhinderung von Proliferation.

## Konzept
Die EU sieht sich als Stabilitätsraum für die eigenen Mitglieder und Nachbarregionen wie Russland, Ukraine, Moldawien und Belarus. In dem Strategiepapier sind die Beziehungen mit den USA als unersetzlich genannt. Jedoch nicht im Sinne einer Dominanz der USA. Als weitere Partner nennt das Papier Kanada, Japan, China und Indien.
Das Aufgabenspektrum umfasst humanitäre Rettungseinsätze, friedenserhaltende Aufgaben, aber auch Kampfeinsätze bei der Krisenbewältigung und Befriedung (so genannte friedensschaffende Aufgaben). Ferner will die EU helfen, Konfliktparteien zu entwaffnen, Drittstaaten zu unterstützen und den Terrorismus zu bekämpfen.
Der Einsatz von Gewalt als Mittel der internationalen Diplomatie ist grundsätzlich möglich. Sie bedarf allerdings der Legitimation durch die Vereinten Nationen.

### Ergänzung: Report on the implementation of the European Security Strategy (RI-ESS)
Die Strategie wurde 2008 durch den Report on the implementation of the European Security Strategy (RI-ESS) aktualisiert. Das neue Dokument sollte die ESS nicht ersetzten, sondern anpassen an die veränderten Verhältnisse im sicherheitspolitischen Umfeld der EU. So wurden neue Bedrohungen, wie z. B. Cybersicherheit oder Klimawandel in die Strategie mit aufgenommen. Unverändert blieb der Fokus auf internationale Zusammenarbeit und Kooperation.

## Nachfolger: Global strategy for the foreign and security policy of the European Union (EUGS)
Abgelöst wurde die ESS 2016, durch die sogenannte Global strategy for the foreign and security policy of the European Union, verkürzt: European Union Global Strategy (EUGS), Jetzt umfasst die Beschreibung der Sicherheitsstrategie 50 Seiten, statt 14 zuvor. Das aktuelle Sicherheitsdokument enthält dementsprechend mehr Themen und beschreibt sie ausführlicher als das ESS.
Während der EU-Ratspräsidentschaft von Deutschland im Jahr 2020 wurde der Dialog Strategischer Kompass der Europäischen Union gestartet: 
„In der EU-Globalstrategie wurden die übergeordneten Prioritäten bereits formuliert. Die EU-Mitgliedstaaten wollen nun in einem nächsten Schritt konkreter werden und gemeinsam entscheiden, was die EU im Krisenmanagement, bei der Ertüchtigung von Partnern und zum Schutz der Union und ihrer Bürger genau können soll – aber auch, was nicht. Einigkeit über diese Kernaspekte wird die Handlungsfähigkeit der EU nachhaltig stärken.“
Der erste Entwurf dazu wurde im Januar 2022 vorgelegt.